# Chiesa di Santa Maria della Sorresca
La chiesa di Santa Maria della Sorresca è un luogo di culto cattolico di Gaeta, situato nel centro storico della città, in via Duomo.
La chiesa, consacrata, è chiusa al culto dal 1966 e viene saltuariamente utilizzata come sede per manifestazioni culturali.

## Storia
A partire dal 16 aprile dell'anno 1513, un'immagine della Madonna, posta sotto un portico non lontano dalla cattedrale, avrebbe compiuto alcuni miracoli; il portico dava accesso ad una serie di magazzini, di proprietà della famiglia Albito, in cui si conservava la sorra (o tonnina, derivato della lavorazione del tonno conservato generalmente sotto sale o sotto olio). L'icona, che venne denominata Madonna della Sorresca, fu oggetto di una singolare devozione popolare tanto che, già nel 1515, venne edificata in quel luogo una chiesa.
Nel XVII secolo, alla luce della crescente devozione, si volle costruire un nuovo luogo di culto; il progetto dell'edificio venne probabilmente affidato ad Andrea Lazzari e la costruzione, avvenuta tra il 1617 e il 1635, fu possibile grazie ai finanziamenti della famiglia Albito e della cittadinanza; la chiesa venne posta sotto il giuspatronato della città di Gaeta ed era amministrata, nel XVIII secolo, da alcuni procuratori che sceglievano e stipendiavano, con le offerte, dei cappellani.
Nel XVIII secolo la chiesa venne arricchita con la realizzazione di nuovi arredi in stile barocco: probabilmente su progetto di Dionisio Lazzari vennero realizzati l'altare maggiore, il confessionale e la cantoria in controfacciata che ospita un organo a canne di Tomaso de Martino, mentre alla fine del secolo Pietro Paolo Ferrara realizzò i due altari laterali.
Alla metà del XIX secolo, per favorire l'accesso alle strutture militari della città, Ferdinando II delle Due Sicilie fece aprire nuove e più larghe strade, tra le quali via Duomo. Fino ad allora, la chiesa era stata sprovvista di una facciata, e ne venne realizzata una con accesso su via Duomo, probabilmente su progetto di Ferdinando Travaglini; in tale occasione, vennero anche costruiti diversi locali di servizio, prospicienti la nuova strada.
La chiesa, originariamente amministrata da un proprio collegio e successivamente affidata allo Stabilimento della Santissima Annunziata, venne officiata regolarmente fino al 1966, per poi essere chiusa al culto e da allora è utilizzata sporadicamente come sede di mostre ed eventi culturali.

## Descrizione

### Esterno

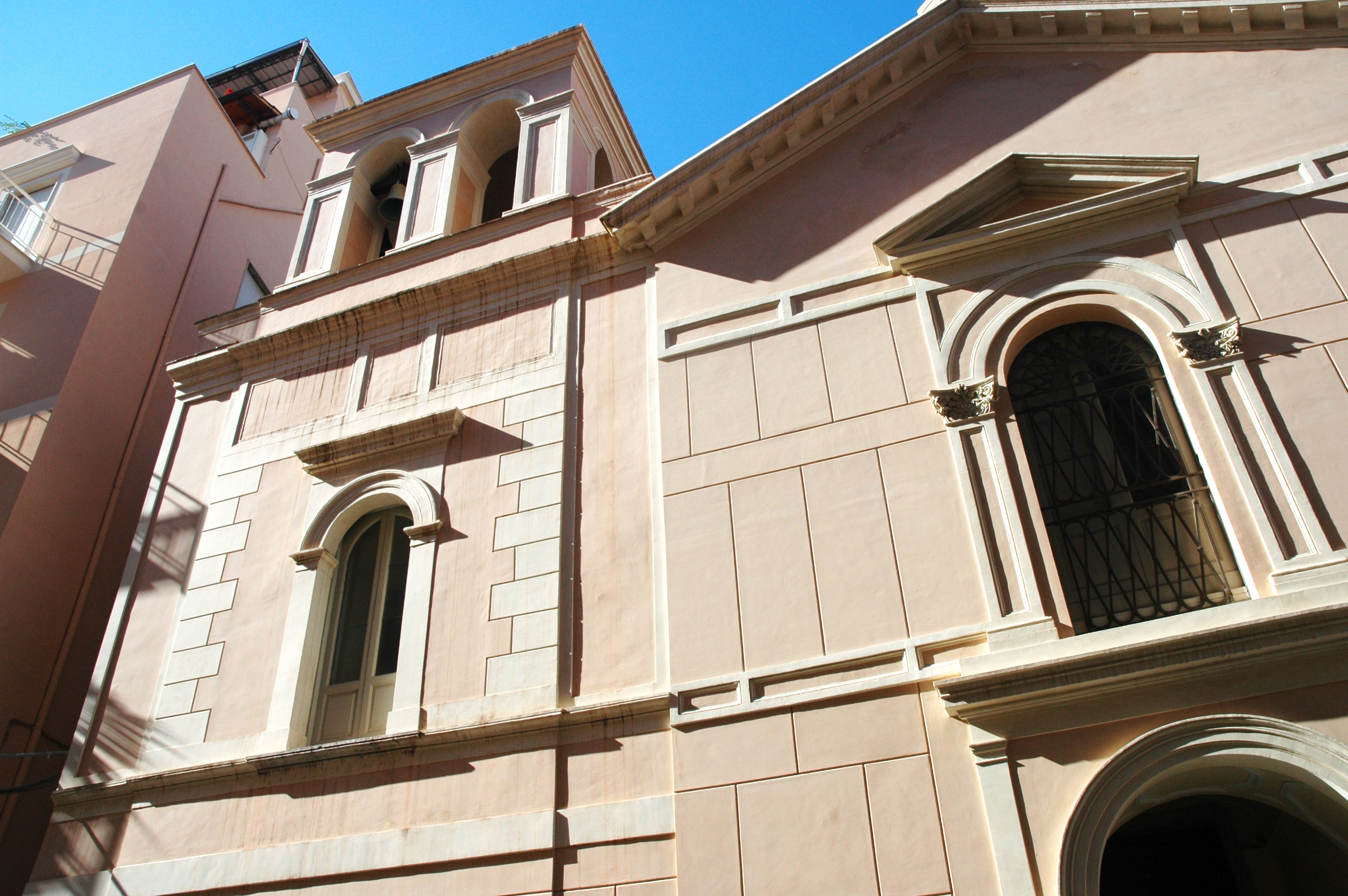
Scorcio della facciata e del campanile

La chiesa è inglobata su tre lati dalle costruzioni circostanti; originariamente, essa non disponeva neppure di una facciata e si accedeva al suo interno probabilmente tramite una porta che si apriva sul lato destro, su un vicolo, la quale non era posta in asse con l'altare.
L'attuale facciata, ruotata rispetto all'asse interno della chiesa, è stata realizzata nel 1855, ed è attribuibile a Ferdinando Travaglini, che negli stessi anni aveva realizzato il nuovo prospetto della chiesa della Santissima Addolorata e del palazzo de Vio, prospiciente via Duomo. In stile neoronascimentale, è a capanna; nella parte inferiore, si apre un arco a tutto sesto che dà accesso alla scalinata che collega via Duomo alla chiesa, essendo quest'ultima posta ad un livello superiore. Al di sopra dell'arco, vi è una finestra ad arco a tutto sesto, sormontata da un timpano triangolare poggiante su due lesene corinzie. Alla sinistra della facciata vi è la tozza torre campanaria, la cui cella si apre sull'esterno con una serie di monofore ad arco.

### Interno

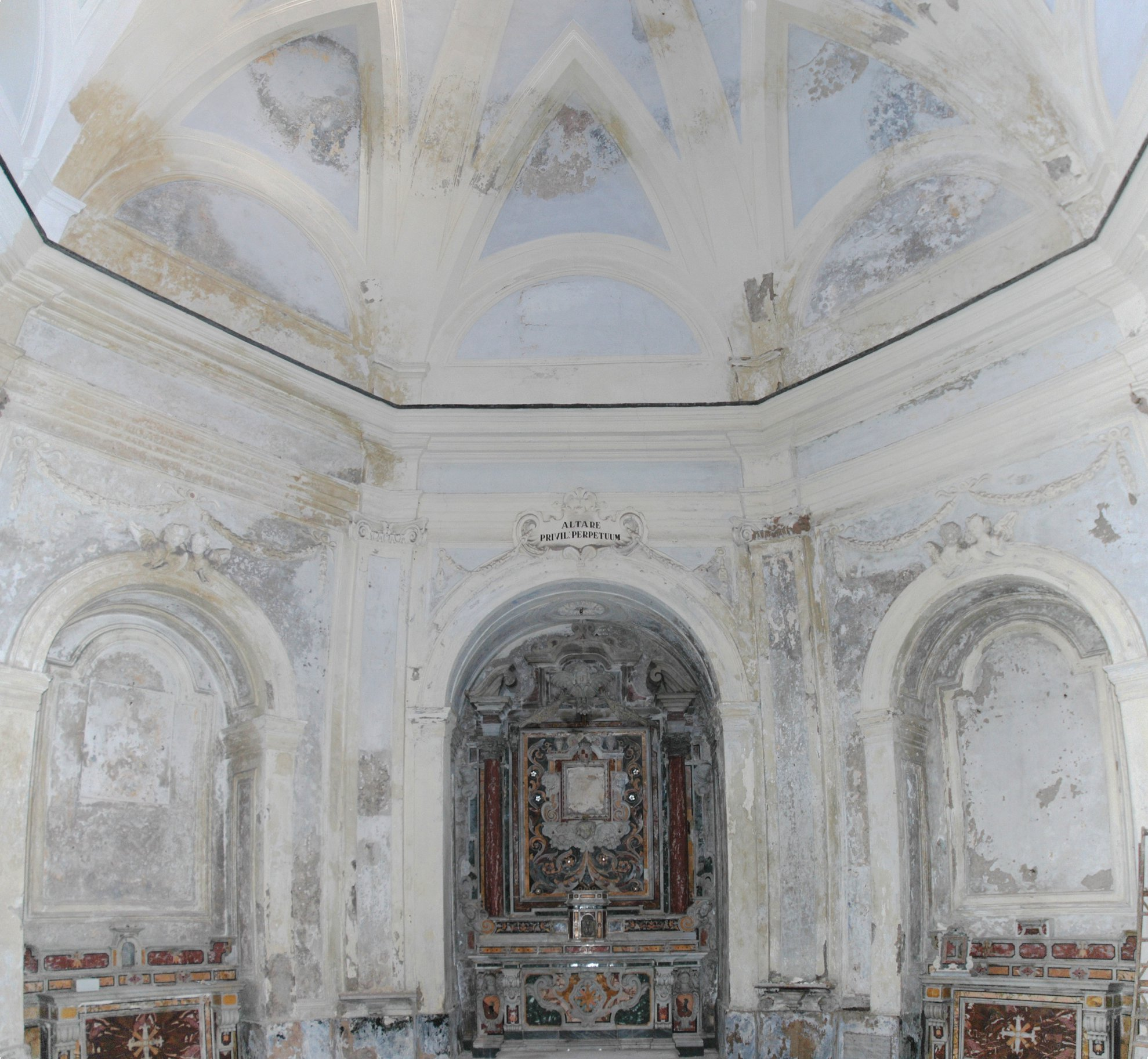
Interno

Internamente, la chiesa presenta pressoché alterato il suo aspetto originario XVII secolo: le uniche modifiche sostanziali successive alla costruzione furono la realizzazione dei due altari laterali, l'apertura dell'ingresso assiale su via Duomo e, probabilmente, delle due finestre (una sopra l'ingresso, l'altra a sinistra) che danno luce all'ambiente.
L'edificio è costituito da un'aula a pianta ottagonale, coperta con una cupola che, nella parte inferiore, in luogo del tamburo, presenta delle lunette e, alla sommità, una lanterna illuminata da otto monofore ad arco. Le pareti e la volta presentano un rivestimento in intonaco colore acquamarina, con elementi decorativi e architettonici (quali lesene corinzie, un cornicione che corre alla base della cupola, costoloni, stucchi) in colore bianco.
In ciascuna delle due pareti perpendicolari all'asse ingresso-altare, si apre una nicchia ad arco, coperta con volta a botte: in quella di sinistra trova luogo un armonium del XX secolo, realizzato dalla ditta "A. Radice e Figli" di Seveso, a due registri (Flauto 8' e Clarino 8', con gli accessori Subottava, Espressione e Superottava) e tastiera di 64 note con traspositore (+1 semitono/-2 semitoni); nella nicchia contrapposta, invece, vi è un pregevole confessionale ligneo, realizzato su progetto di Dionisio Lazzari (prima metà del XVIII secolo. Dello stesso autore sono anche la cantoria sopra l'ingresso (con balaustra dipinta a finto marmo) e il disegno del pavimento dell'aula, in maioliche dipinte, al centro del quale è raffigurato lo stemma di Gaeta.

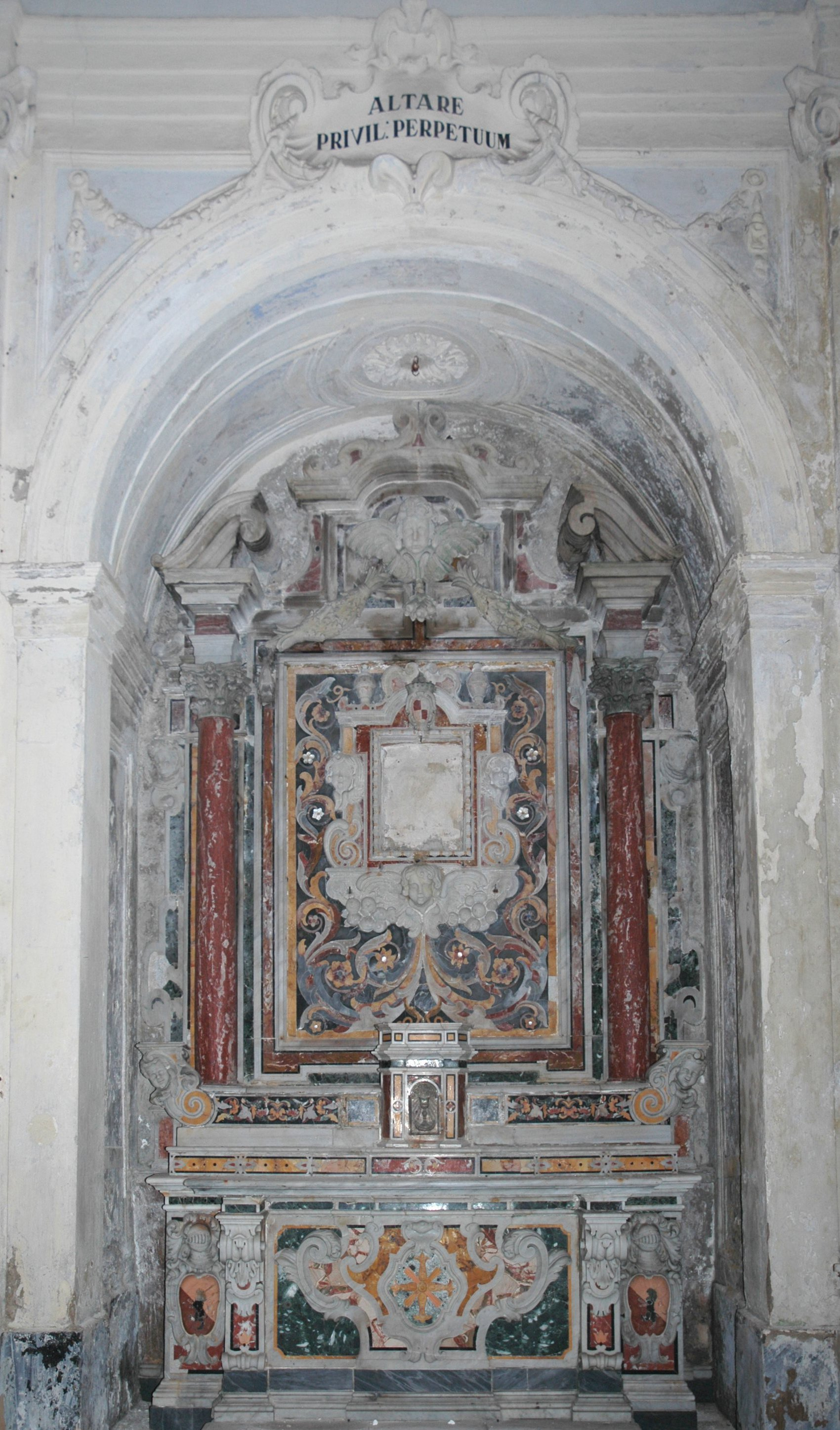
L'altare maggiore

In asse con l'attuale portale d'ingresso, si apre una nicchia poco profonda, ospitante, a ridosso della parete fondale, l'altare maggiore; esso è opera di Dionisio Lazzari, che lo realizzò nella prima metà del XVIII secolo, e venne modificato nello stesso secolo da Domenico Antonio Vaccaro, cui sono ascrivibili il paliotto e il tabernacolo. In marmi policromi, il manufatto presenta una mensa a sbalzo affiancata da due stemmi della famiglia Albito; al di sopra di essa, l'alzata costituita da due gradini dei quali il superiore è decorato con intarsi marmorei con tema vegetale e termina, alle estremità, con due teste d'angelo; al centro il tabernacolo. L'ancona, posta tra due colonne corinzie che sorreggono un timpano spezzato con un elaborato coronamento, è decorata da un fitto intreccio di elementi vegetali in marmo con inserti in madreperla. Al centro, originariamente, vi era l'immagine della Madonna della Sorresca, realizzata nel XVII secolo in sostituzione dell'originale da un autore ignoto, arricchita nel 1694 con l'apposizione di una riza in argento sbalzato e traforato, opera di argentieri napoletani; attualmente si trova presso l'esposizione permanente dello Stabilimento della Santissima Annunziata, che accoglie altre opere provenienti dalla chiesa della Sorresca: i dipinti della Madonna del Carmine di Paolo de Matteis (1727) e della Vergine Addolorata, detta "la Desolata", di anonimo settecentesco, nonché una statua vestita della Madonna di modeste dimensioni con il relativo abito ricamato in oro.
Ai lati di quella centrale, si trovano altre due nicchie, contenenti altrettanti altari gemelli in marmi policromi, opera di Pietro Paolo Ferrara che li realizzò, ispirandosi agli altari laterali del santuario della Santissima Annunziata, nel 1781.
Sulla cantoria in controfacciata, progettata da Dionisio Lazzari e caratterizzata da una balaustra dipinta a finto marmo bianco e verde e decorata con lo stemma della città, vi è il pregevole organo a canne, costruito da Tomaso De Martino intorno al 1730 e racchiuso all'interno di una cassa anch'essa del Lazzari. Lo strumento, in stato di abbandono, dispone di 9 registri su unico manuale, con pedaliera priva di registri propri e costantemente unita alla tastiera.

## Galleria d'immagini

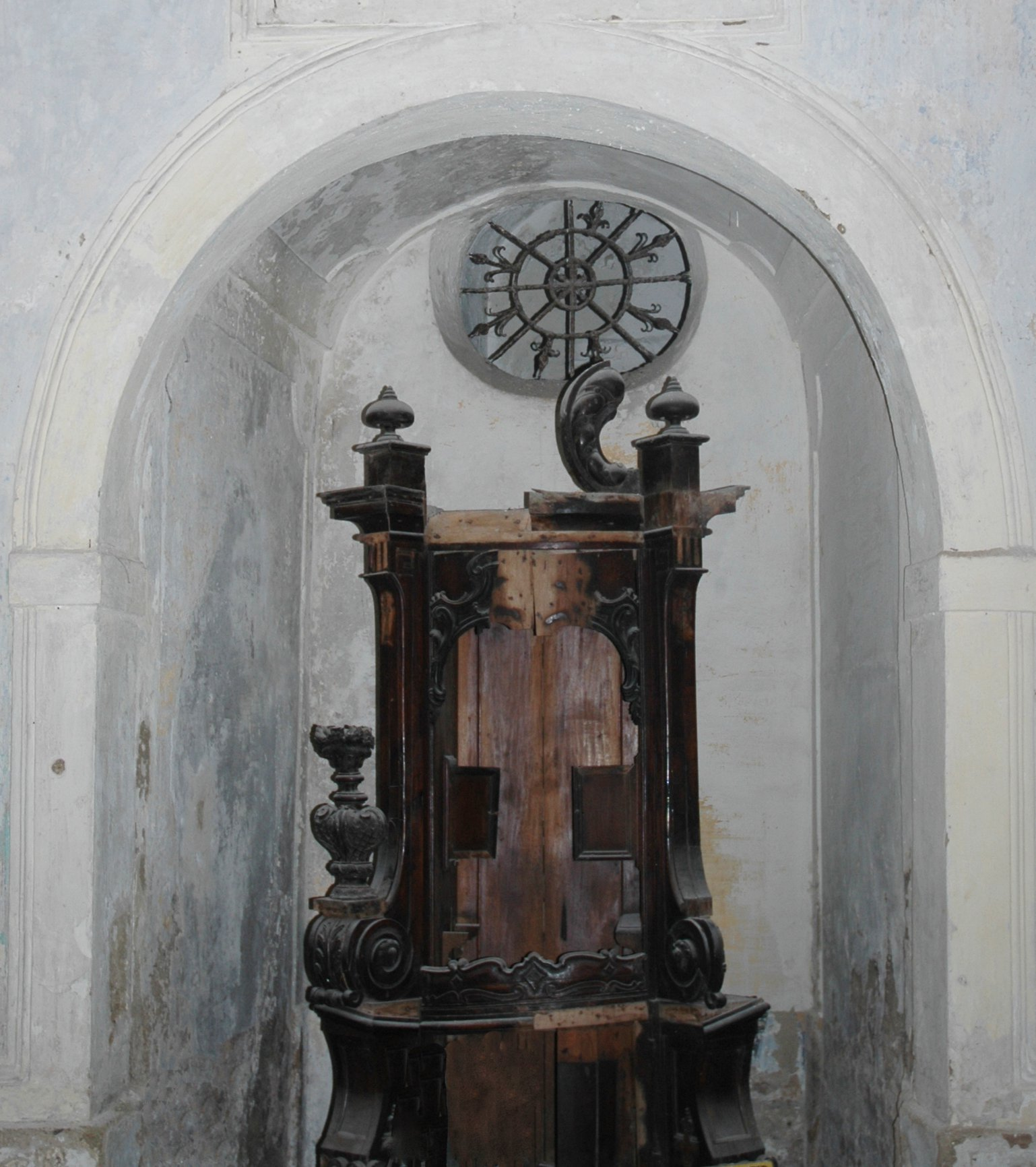
Confessionale
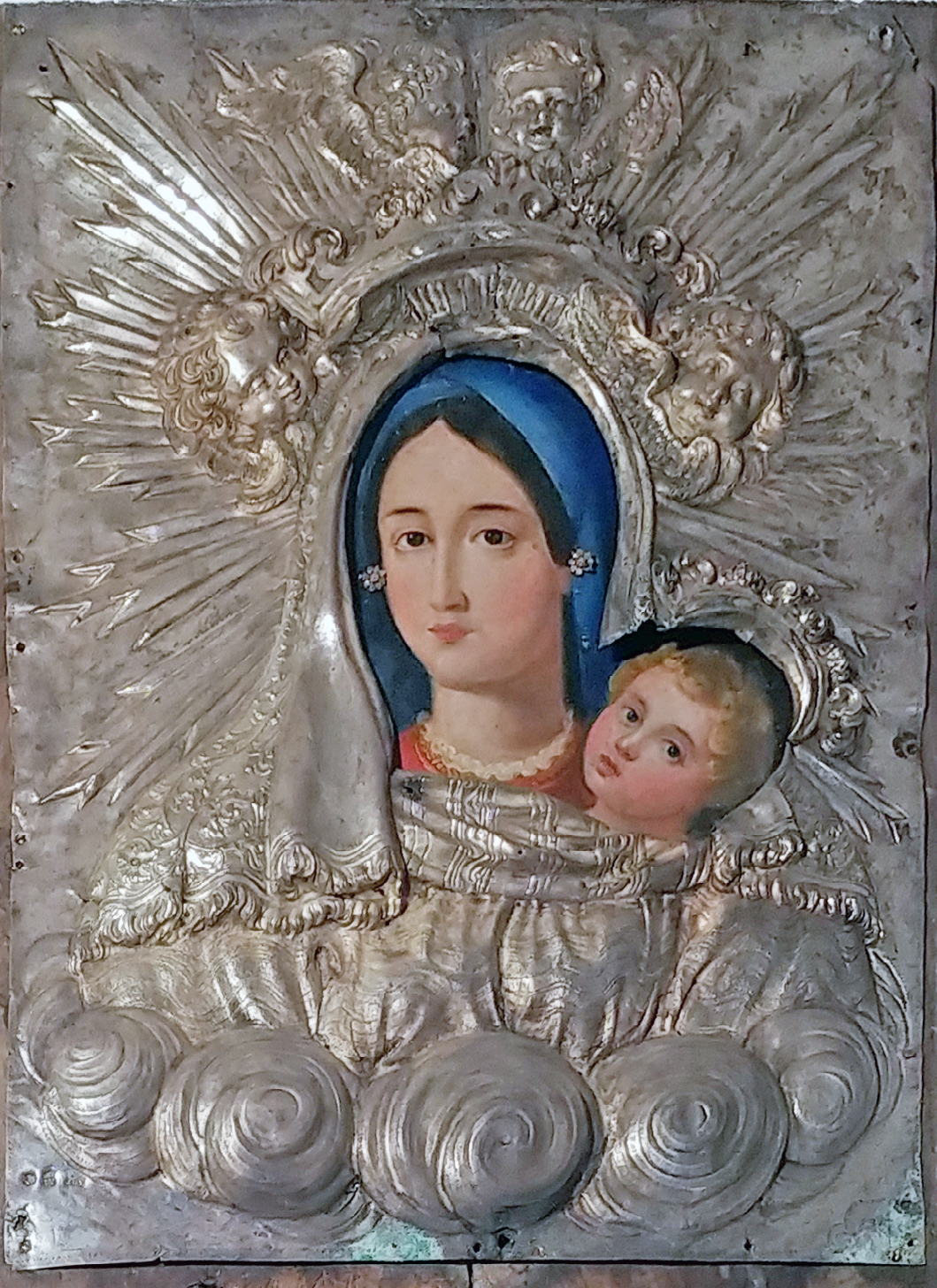
Anonimo, Madonna della Sorresca (XVII secolo)
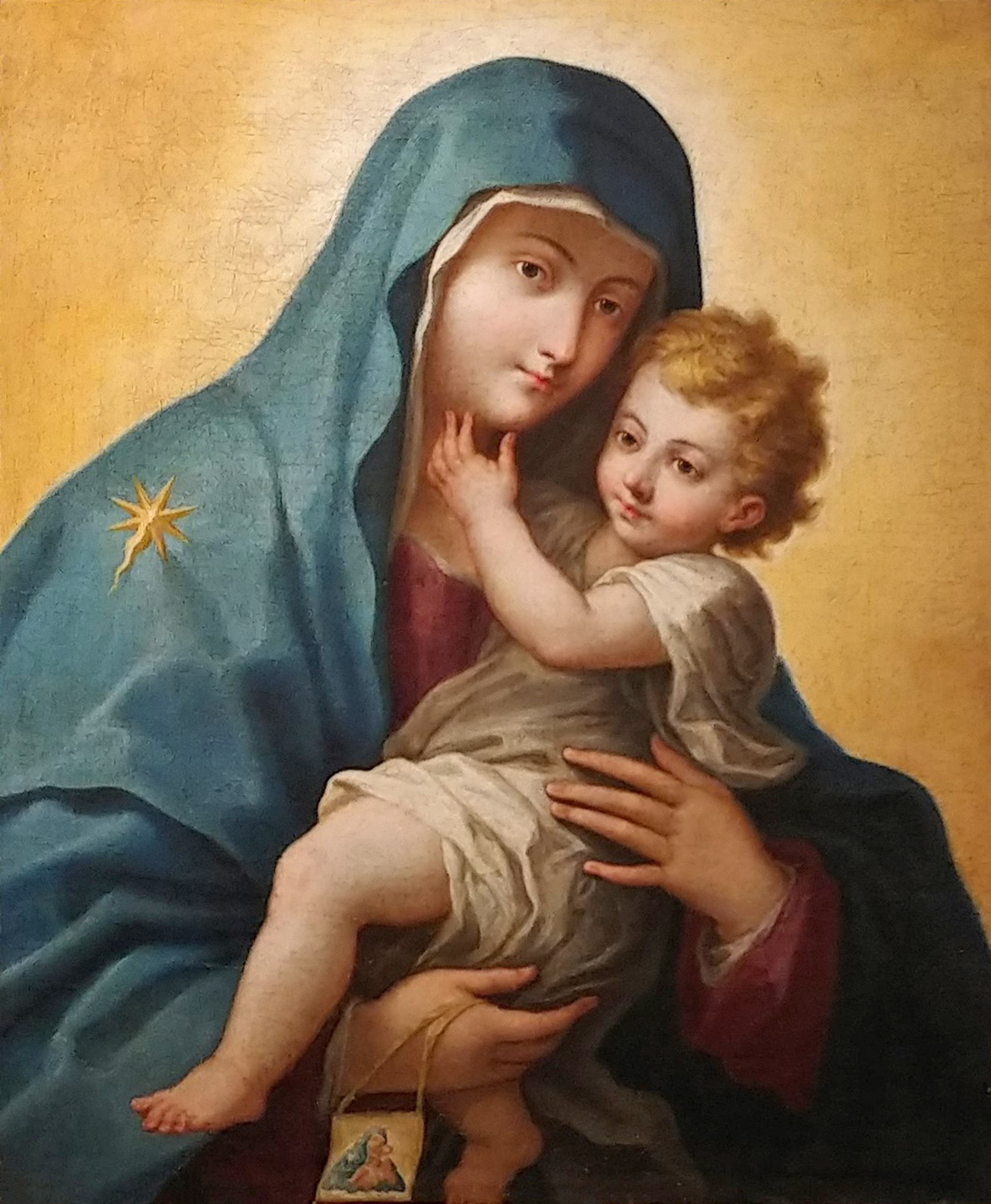
Paolo de Matteis, Madonna del Carmine (1727)
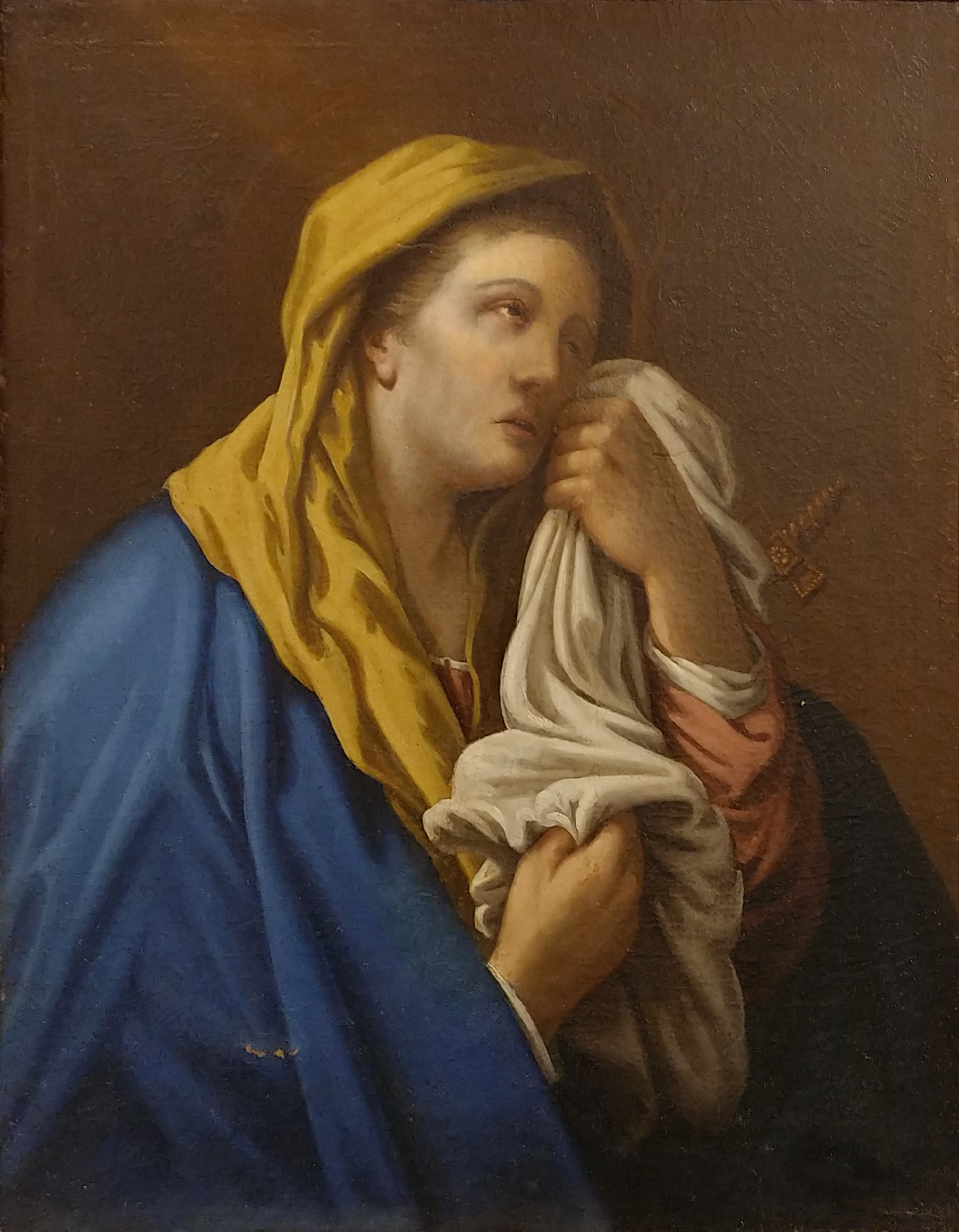
Anonimo, Desolata (XVIII secolo)
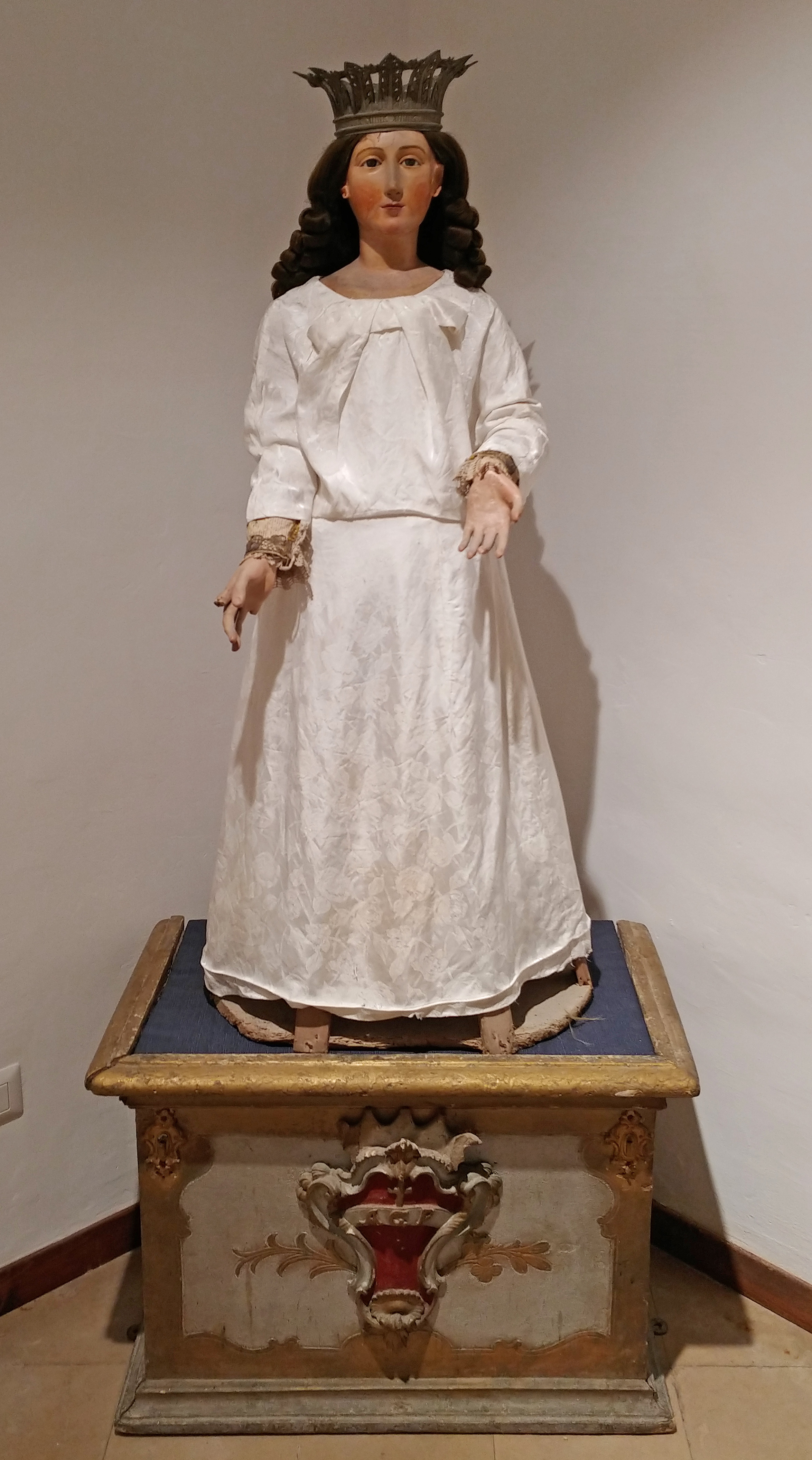
Statua della Madonna
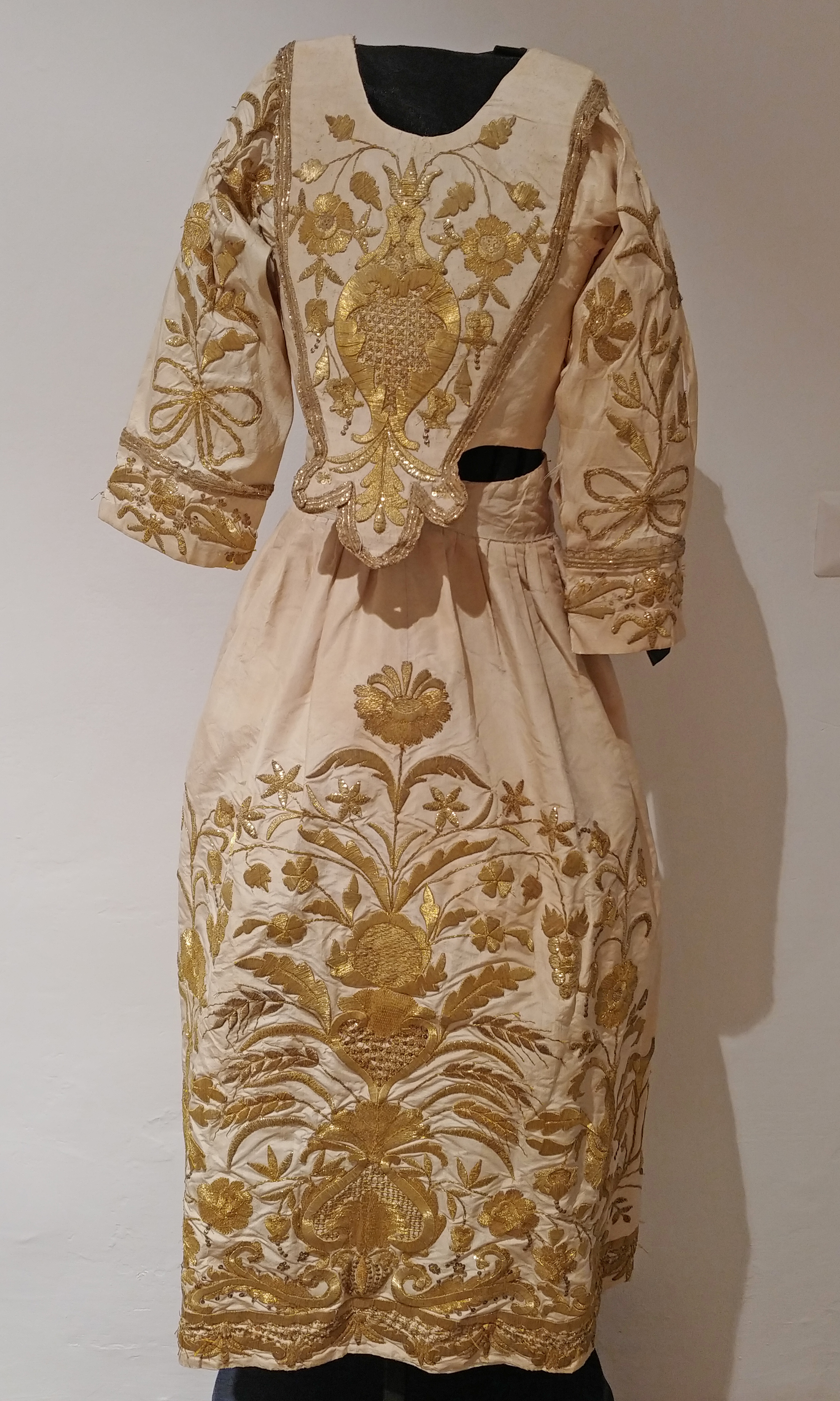
Abito della statua della Madonna
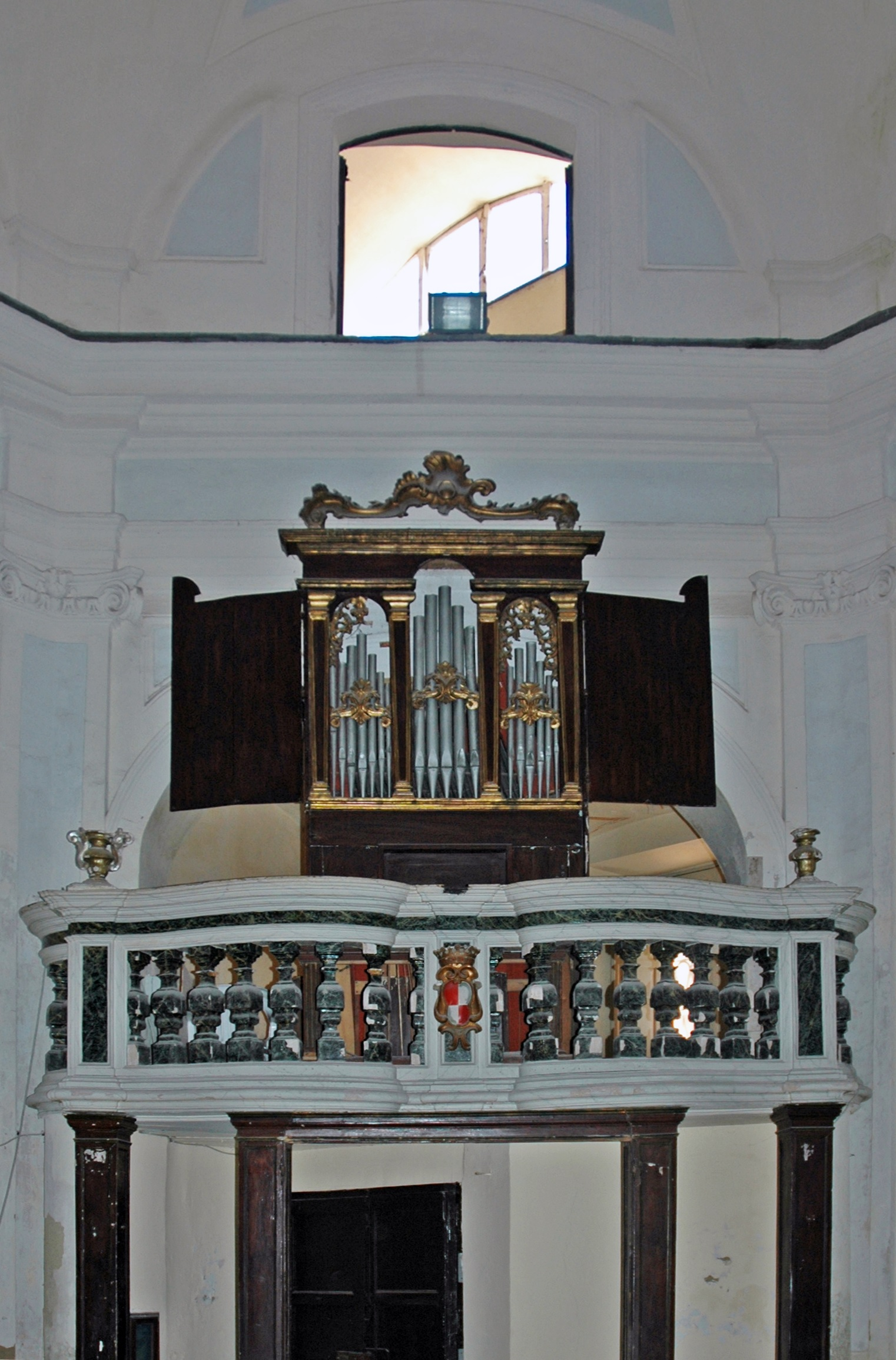
Cantoria e organo